# ベビチッチ
ベビチッチ（Bebichhichi）は、株式会社セキグチのオリジナルキャラクター「モンチッチ」の子供の設定という形で2004年10月30日にセキグチから発売が開始された猿に似た妖精の生き物をイメージした赤ちゃんの人形である。モンチッチと同様、顔と手・足の部分は人形（ビニール）で胴体部分はぬいぐるみで出来ている。デザイナーはモンチッチと同様、ワシの良春が手掛けた。

## 概要
2004年1月26日、モンチッチの誕生30周年を記念してセキグチの社員のアイディアにより男の子（モンチッチくん）と女の子（モンチッチちゃん）の結婚式イベントを開催した。2人が両親という設定から2004年10月30日、コウノトリに運ばれてくるという設定で「ベビチッチ」が誕生した。
「モンチッチ」の発売当初、モンチッチで遊び育った子供たちが親世代となったことや、モンチッチに子供が出来たらという考案から生まれたキャラクターである。
2014年で誕生10周年を迎えた。

## キャラクター
ベビチッチは、男の子の「ベビチッチくん」と女の子の「ベビチッチちゃん」の2人から成る。2人は双子の設定である。

## テレビアニメ
- モンチッチとあいちゃんのベビチッチえいご（2006年、キッズステーション）